# Microrregión de Cotegipe
La microrregión de Cotegipe es una de las  microrregiones del estado brasileño de la Bahia perteneciente a la mesorregión  Extremo Oeste Baiano. Su población fue estimada en 2005 por el IBGE en 110.802 habitantes y está dividida en ocho municipios. Posee un área total de 22.981,075 km².

## Municipios
- Angical
- Brejolândia
- Cotegipe
- Cristópolis
- Mansidão
- Santa Rita de Cássia
- Tabocas do Brejo Velho
- Wanderley

- Datos: Q2389312